# フォレストヒルズ・テニスクラシック
フォレストヒルズ・テニスクラシック（Forest Hills Tennis Classic）は、アメリカ合衆国・フォレストヒルズで開催されていたWTAテニストーナメントである。2004年から2008年まで行われた。

## 大会歴代優勝者

### シングルス
| 年   | 優勝者                 | 準優勝者             | 決勝結果      |
| ---- | ---------------------- | -------------------- | ------------- |
| 2008 | ルーシー・サファロバ   | 彭帥                 | 6–4, 6–2      |
| 2007 | ヒセラ・ドゥルコ       | ビルジニ・ラザノ     | 6–2, 6–2      |
| 2006 | メガン・ショーネシー   | アンナ・スマシュノワ | 1–6, 6–0, 6–4 |
| 2005 | ルーシー・サファロバ   | サニア・ミルザ       | 3–6, 7–5, 6–4 |
| 2004 | エレーナ・リホフツェワ | イベタ・ベネソバ     | 6–2, 6–2      |